# Charles Edwin Bessey
Charles Edwin Bessey (1845–1915) va ser un botànic estatunidenc.

## Biografia
Es va graduar l'any 1869 al Michigan Agricultural College. Bessey també estudià a la Universitat Harvard sota Asa Gray, el 1872 i el 1875–76. Va ser professor de botànica al Iowa Agricultural College, des de 1870 a 1884. El 1884, va sernomenat professor de botànica a la Universitat de Nebraska. Va ser president de l'American Association for the Advancement of Science el 1911.

## Obra

### Llibres
- The Geography of Iowa (Cincinnati, 1878)
- Botany for High Schools and Colleges (New York, 1880)
- revision of McNab's Botany (1881)
- The Essentials of Botany (1884)
- Elementary Botany (1904)
- Plant Migration Studies (1905)
- Synopsis of Plant Phyla (1907)
- Outlines of Plant Phyla (1909)
- written with others, New Elementary Agriculture (ninth edition, 1911)

### Articles
- Bessey, Charles «Phylogeny and Taxonomy of the Angiosperms». Botanical Gazette, XXIV, 3, 9-1897, pàg. 145-178 [Consulta: 13 febrer 2014].
- Charles E. Bessey «The phylogenetic taxonomy of flowering plants». Annals of the Missouri Botanical Garden. Missouri Botanical Garden Press, 2, 1/2, 1915, pàg. 109–164. DOI: 10.2307/2990030. JSTOR: 2990030.

## Llegat
El seu arranjament dels tàxons de les plantes angiospermes centrat en la divergencia de formes primitives, o sistema de Bessey, es considera un sistema que forma la base de la moderna taxonomia del Regne de les plantes.
El 2009 va ser introduït en el Nebraska Hall of Fame.

## Descendència
El fill de Bessey, Ernst Bessey també va ser botànic i professor a la Michigan State University.